# Poems (Agatha Christie)
Poems ( em português Poemas) é um livro escrito pela autora britânica Agatha Christie no ano de 1973. Foi publicado na mesma época que o romance policial Postern of Fate, a última obra escrita por Agatha.